# Сосэнпхо вэсон
Сосэнпхо-вэсон (кор. 서생포왜성), прежнее название до 1997 года — крепость в японском архитектурном стиле, построенная японцами на южном береге Корейского полуострова во время Японских вторжений в Корею с 1592 по 1598 года, у бухты Сосэнпхо в уезде Ульчу города-метрополии Ульсан, Республика Корея.

## История
Эта каменная крепость была построена в 1593 году японским генералом Като Киёмасой по приказу Тоётоми Хидэёси во время Японских вторжений в Корею. Архитектура этой крепости является типичным примером стиля периода Адзути-Момояма. После войны крепость Сосэнпхо вэсон использовалась в качестве штаб-квартиры корейского флота в Сосэнпхо до 1895 года.